# Burg Are
Burg Are is een kasteelruïne in de Duitse plaats Altenahr. Het kasteel bevindt zich op een rechthoekige plattegrond op een hoogte van 240 boven Normalnull en omvat tevens (resten van) een burchtkapel. De toegang tot het kasteel wordt door de Gymnicher Porz gevormd. De burcht is via een wandelpad en een korte klim vanuit het dorp te bereiken.

## Geschiedenis
Het kasteel werd rond 1100 door graaf Dietrich I (Dirk I) van Are gebouwd. Burg Are is het stamslot van de adellijke familie Van Are Hochstaden, die ook in de Nederlanden invloed uitoefenden. Zo waren diverse leden van deze familie proosten van het Sint-Servaaskapittel in Maastricht en van het Lebuïnuskapittel in Deventer. Lotharius van Hochstaden en Dirk van Are waren omstreeks 1200 respectievelijk bisschop van Luik en bisschop van Utrecht. De graven van Are waren tevens feodale heren van het middeleeuwse Heerlen.
Sinds 1714, nadat dorpelingen de muren opbliezen op verzoek van Jozef Clemens van Beieren, is de burcht een ruïne. Van 1997 tot 1999 werd burcht Are gerestaureerd (met hulp van een helikopter) en werd tevens de status van beschermd monument toegekend.

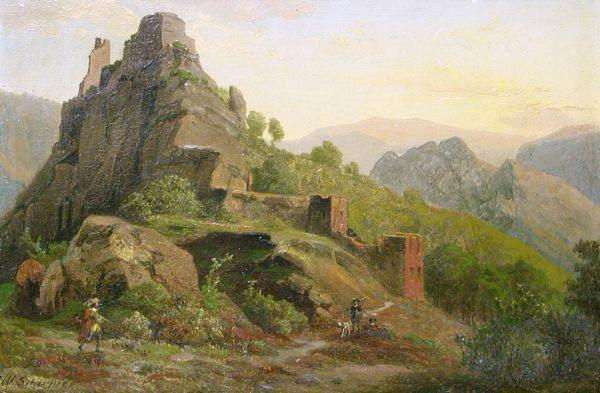
De burcht rond 1831
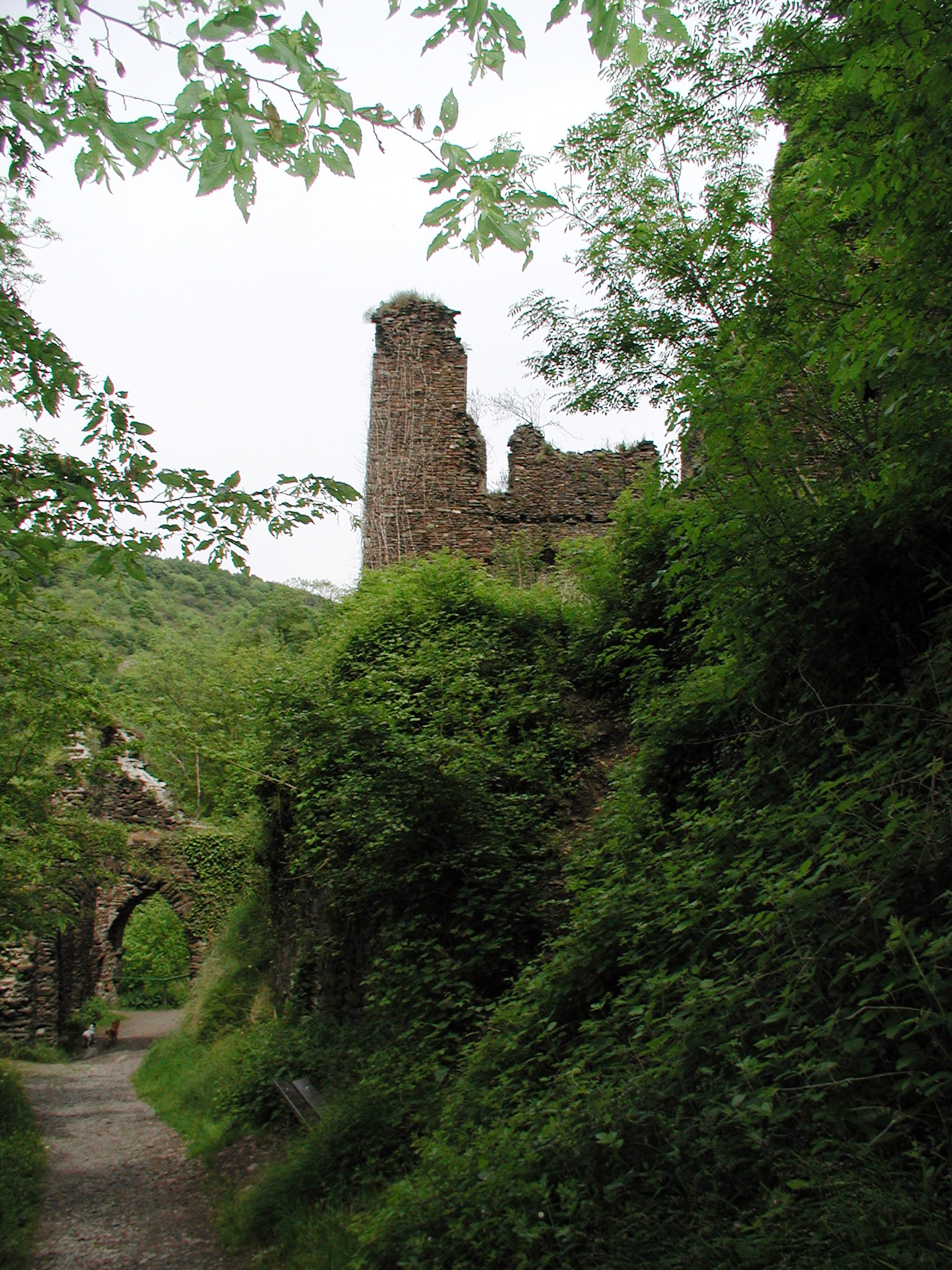
Gymnicher Porz en burcht
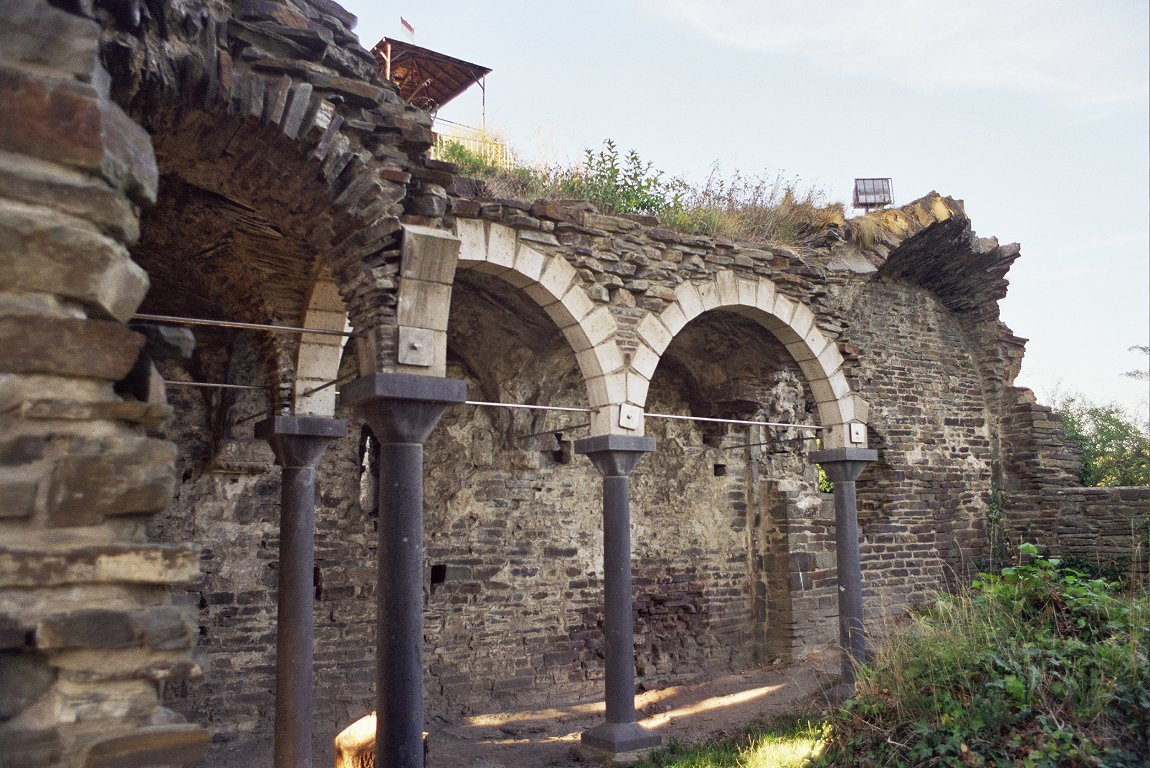
Restant burchtkapel